# Paul van Laere
Paulus Carolus (Paul) van Laere (Leiden, 25 maart 1954) is een Nederlandse steenbeeldhouwer.

## Biografie
Van Laere studeerde aan de Koninklijke Academie van Beeldende Kunsten in Den Haag, waar hij in 1979 afstudeerde.
Na z'n studie vestigde Van Laere zich in Den Haag, en werkte vanuit een eigen atelier aan de Laan van Meerdervoort. In de eerste jaren legde hij zich toe op de restauratie van natuurstenen ornamenten en beelden in de openbare ruimte veelal in opdracht van de Gemeente Den Haag. Hij was ook enige tijd gastdocent en lid van een kunstcommissie. Hij is verder lid van de Nederlandse Kring van Beeldhouwers en van Pulchri Studio in Den Haag.
In het nieuwe millennium is hij meer met z'n eigen werk naar buiten getreden en heeft deelgenomen aan nationale en internationale beeldententoonstellingen van Leiderdorp en Voorburg tot Tsjechië en Taiwan.
In Nederland is zijn werk opgenomen in de collecties van beide gemeenten en in Tsjechië en Taiwan heeft zijn werk een vaste plek gekregen in een gemeentelijk museum en een beeldenpark. In 2012 heeft hij tevens in de Gemeente Dalfsen een natuurstenen beeld uitgevoerd.

## Werken, een selectie
Restauratieprojecten

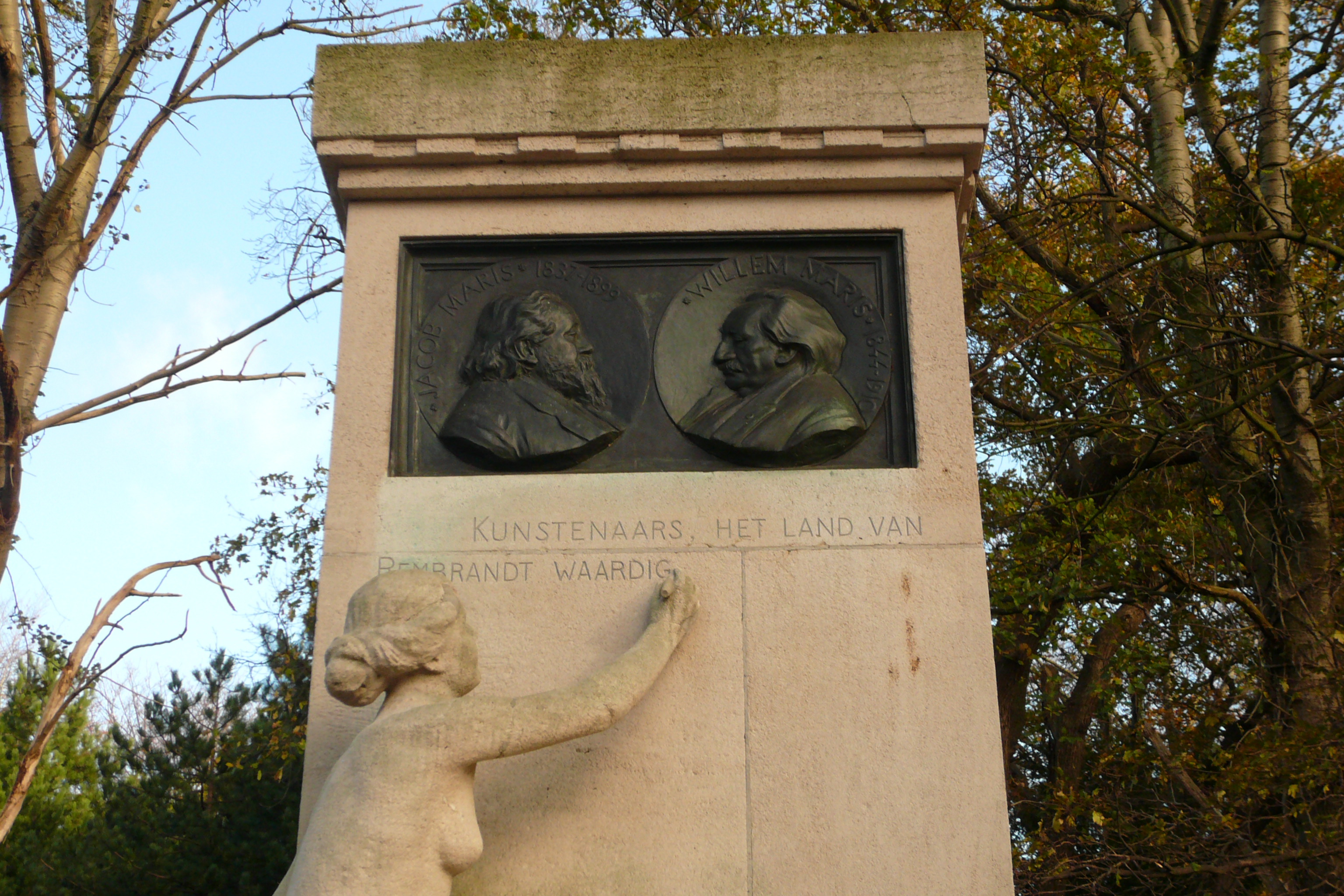
Jacob en Willem Maris

- 2004: De leeuwen van de Vierleeuwenbrug uit 1772: Een van deze vier leeuwen staat in de Elias Beeckmankazerne in Ede, en de andere drie leeuwen hebben een plek op de Maasboulevard in Rotterdam.
- 2004: Monument op het Tesselseplein van Theo van der Nahmer uit 1952 in 2004 vernieuwd
- 2008: Monument Juliana van Stolberg en haar vijf zoons in samenwerking met beeldhouwer Immanuel Klein.
- Gedenkmonument Jacob en Willem Maris in Carnegielaan van Charles van Wijk

Eigen werk
- 2012: Natuurstenen beeld in de Gemeente Dalfsen
- 2014: Natuurstenen model in Gemeente museum Horice, Tsjechië
- 2013: Monumentaal graniet sculptuur in beeldenpark BenQ Beipu, Taiwan